# Halalaimus rectispiculatus
Halalaimus rectispiculatus är en rundmaskart som först beskrevs av Platonova 1971.  Halalaimus rectispiculatus ingår i släktet Halalaimus och familjen Oxystominidae. Inga underarter finns listade i Catalogue of Life.